# Lapátkerék

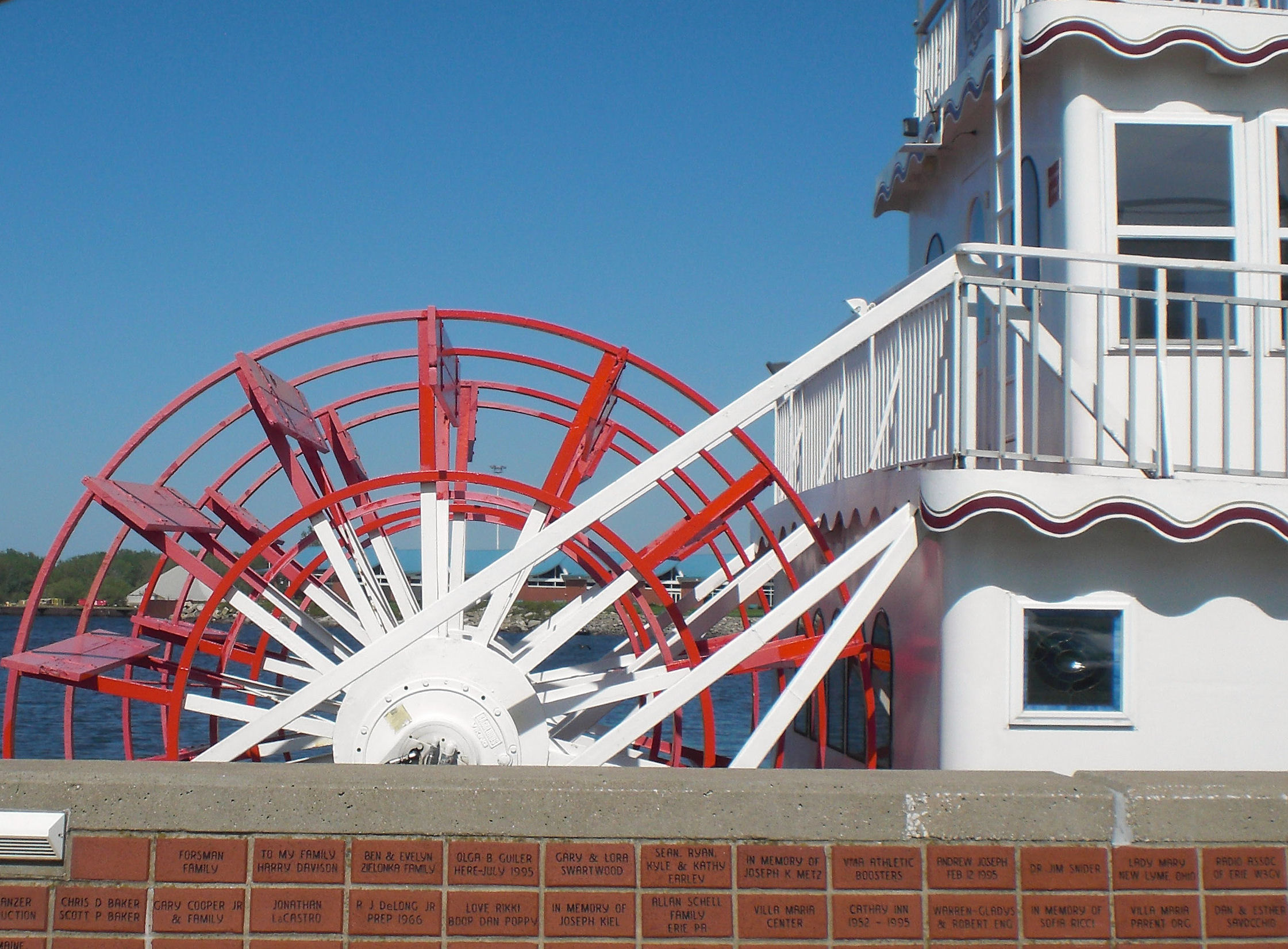
A Victorian Princess nevű hajó lapátkerekei, Erie (Pennsylvania)

A lapátkerék egy olyan vízikerék vagy meghajtókerék, amelyben számos lap van elhelyezve a kerék kerülete körül. Több felhasználási módja is van, ezek közül néhány:
- Alacsony nyomású vízerőmű (vízkerékként)
- Áramlásérzékelők
- Levegőztetők
- Nagyon alacsony emelésű vízszivattyúzás, például rizsföldek elárasztásakor, legfeljebb körülbelül 0,5 m magasságban a vízforrás felett[1]
- Az alga mozgatása és keverése az algakultúrához használt ároktavakban
- Vízi járművek meghajtása

A lapátkerék egy ősi találmány, de ma is széles körben használják ipari és mezőgazdasági alkalmazásokban.

## Hajómeghajtás

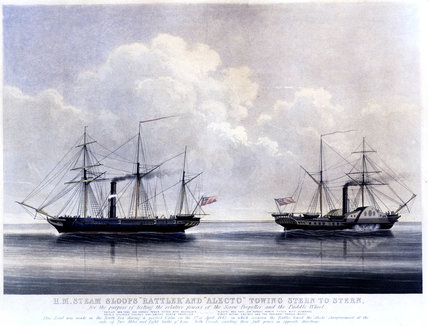
Korabeli litográfia a propelleres HMS Rattler (balra) és a lapátos HMS Alecto (jobbra) közötti versenyről 1845-ből

A lapátkerekek lehetővé tették a hajók számára, hogy szél vagy evezők nélkül haladjanak. Majd ezeket a hajócsavarok elavulttá tették, mivel nagyobb meghajtással rendelkeztek, alacsonyabb súllyal és üzemanyag-fogyasztás mellett. Ezt egy 1845-ös kötélhúzó verseny is bizonyította a HMS Rattler és HMS Alecto között. A csavaros Rattler 2,5 csomó (4,6 km/h) sebességgel húzta hátrafelé az Alecto lapátkerekes gőzhajót.

## Fizika
A lapátkerék egy tengely forgómozgását és egy folyadék lineáris mozgása között képez áttételt. Lineáris-forgó irányban egy folyadékáramba helyezik, hogy a folyadék lineáris mozgását a kerék forgásává alakítsák. Ez a forgás energiaforrásként vagy az áramlási sebesség jelzésére használható. Forgó-lineáris irányban egy elsődleges mozgatóerőforrás, például egy villanymotor vagy gőzgép hajtja, és folyadék pumpálására vagy járművek, például gőzhajó meghajtására használják.

## Fordítás
Ez a szócikk részben vagy egészben  a   Paddle wheel című angol Wikipédia-szócikk ezen változatának fordításán alapul.  Az eredeti cikk szerkesztőit annak laptörténete sorolja fel. Ez a jelzés csupán a megfogalmazás eredetét és a szerzői jogokat jelzi, nem szolgál a cikkben szereplő információk forrásmegjelöléseként.